# Michaił Czyhir
Michaił Mikałajewicz Czyhir (biał. Міхаіл Мікалаевіч Чыгір, ros. Михаил Николаевич Чигирь, Michaił Nikołajewicz Czigir; ur. 24 maja 1948 w Usowie) – białoruski ekonomista i polityk, w latach 1994–1996 premier Republiki Białorusi, jeden z kandydatów na prezydenta Białorusi w wyborach w 1999 roku.

## Życiorys
Urodził się 24 maja 1948 roku we wsi Usowo, w rejonie kopylskim obwodu bobrujskiego Białoruskiej SRR, ZSRR. W 1970 roku ukończył studia w Białoruskim Państwowym Instytucie Gospodarki Narodowej. Pracował jako ekonomista w Soligorskim Oddziale Narodowego Banku ZSRR, kierownik działu kredytów w Oddziale Narodowego Banku ZSRR w Berezynie. W latach 1972–1973 służył w szeregach Armii Radzieckiej. W latach 1973–1980 był kierownikiem Kleckiego Oddziału Narodowego Banku ZSRR, następnie Moskiewskiego Oddziału Narodowego Banku ZSRR miasta Mińska. W 1982 roku ukończył studia na Wydziale Międzynarodowych Stosunków Gospodarczych przy Moskiewskim Instytucie Finansowym. W latach 1982–1986 pracował jako dyrektor Moskiewskiego Oddziału Narodowego Banku ZSRR w Mińsku, w aparacie Komunistycznej Partii Białorusi. W latach 1986–1987 był dyrektorem Mińskiego Biura Miejskiego Narodowego Banku ZSRR. W latach 1988–1991 pełnił funkcję I zastępcy przewodniczącego zarządu „Agroprombanku”. Od 1991 roku pracował jako przewodniczący zarządu Białoruskiego Banku Rolno-Przemysłowego „Biełagroprombank”.
Od lipca 1994 do listopada 1996 roku pełnił funkcję premiera Republiki Białorusi. Ustąpił ze stanowiska w proteście przeciwko przeprowadzeniu referendum zainicjowanego przez prezydenta Alaksandra Łukaszenkę. Od kwietnia 1998 do marca 1999 roku pracował jako dyrektor przedstawicielstwa Europejskiego Koncernu „CEA” w Federacji Rosyjskiej. W 1999 roku zgłosił swoją kandydaturę w wyborach prezydenckich na Białorusi, zorganizowanych z inicjatywy deputowanych Rady Najwyższej Białorusi XIII kadencji, którzy pozostali wierni konstytucji z 1994 roku. Deklarowanym przez niego celem udziału była chęć zawrócenia kraju na demokratyczną drogę rozwoju. W czasie kampanii wyborczej został aresztowany przez służby lojalne wobec prezydenta pod zarzutem nadużywania stanowiska służbowego, przekroczenia władzy i kompetencji służbowych oraz niedbalstwa. Oskarżenie dotyczyło okresu jego pracy w sferze bankowej i na stanowisku premiera. Wszczęto przeciwko niemu sprawę sądową, obrończynią była jego żona. Spędził w więzieniu pół roku. Wchodził w skład Zjednoczonej Partii Obywatelskiej. Usiłował kandydować w wyborach prezydenckich w 2001 roku, uczestniczył w kampanii wyborczej, ale zrezygnował z dalszego udziału na etapie zbierania podpisów poparcia. Został mężem zaufania wspólnego kandydata na prezydenta z ramienia sił demokratycznych Uładzimira Hanczaryka. Po jego klęsce wyborczej odszedł z polityki.

## Życie prywatne
Michaił Czyhir jest żonaty z Julią Czyhir, ma dwoje dzieci.